# هوانگ کیو آن
هوانگ کیو آن (کره‌ای: 황교안؛ زادهٔ ۱۵ مارس ۱۹۵۷) دادستان و سیاستمدار اهل کره جنوبی است که از دسامبر تا مه ۲۰۱۶ به عنوان رئیس‌جمهور موقت کره جنوبی خدمت کرد. او از ژوئن ۲۰۱۵ تا مه ۲۰۱۷، ۴۴امین نخست‌وزیر کره جنوبی بوده و از سال ۲۰۱۳ تا ۲۰۱۵ به عنوان وزیر دادگستری این کشور فعالیت می‌کرده‌است.